# Villers-en-Argonne
Pour les articles homonymes, voir Villers.
Villers-en-Argonne est une commune française, située dans le département de la Marne en région Grand Est. Villers-en-Argonne est le seul village dans cette commune.

## Géographie

### Localisation

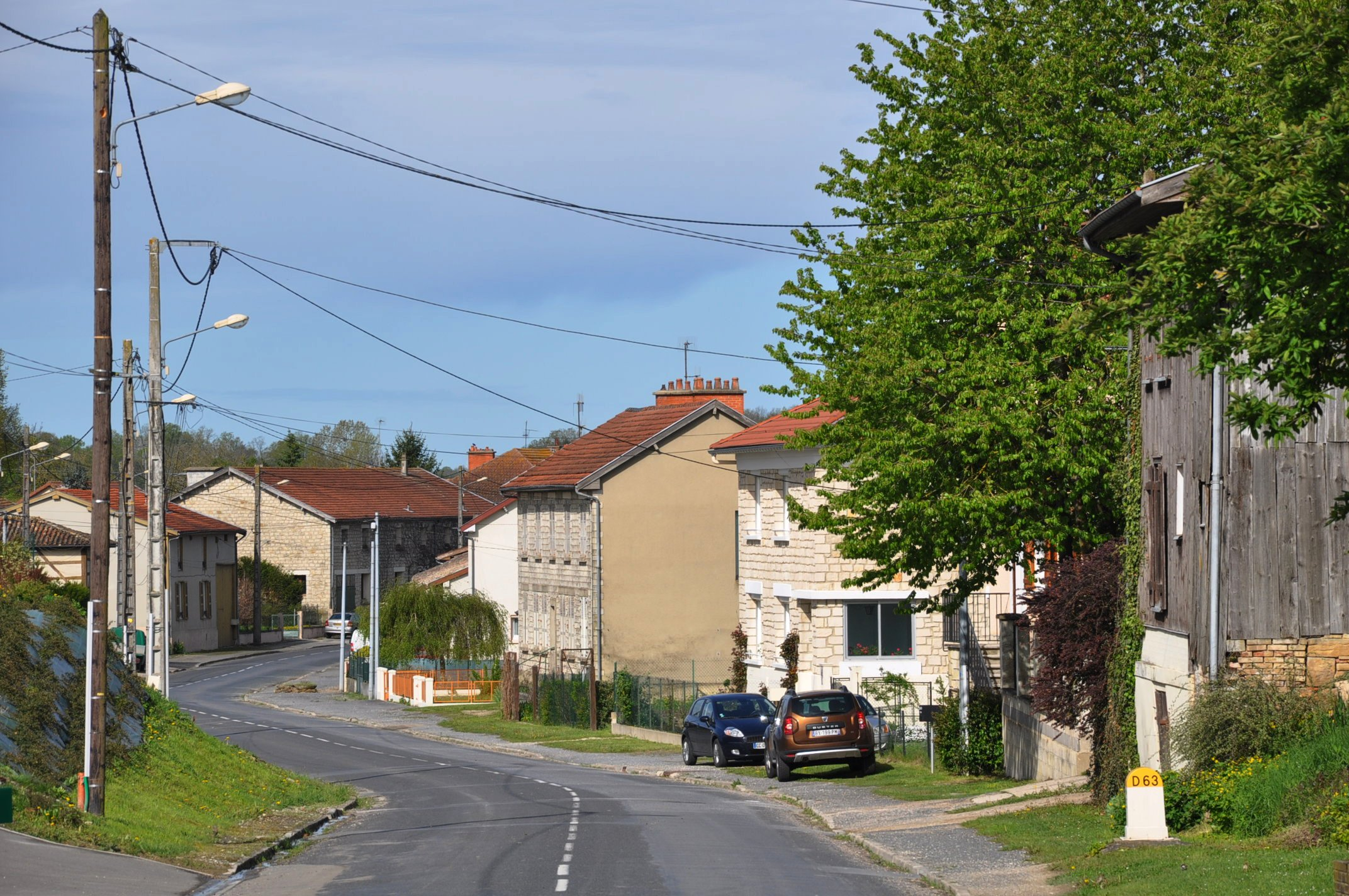
Rue du Chemin-de-Châlons.

Villers-en-Argonne se trouve à l'est du département de la Marne, en région Grand Est, à la limite avec le département de la Meuse. La commune appartient à la région agricole de l'Argonne.
Par la route, Villers-en-Argonne se situe à 56 km de Châlons-en-Champagne, préfecture de la Marne, à 45 km de Bar-le-Duc, préfecture de la Meuse, et à 10 km de Sainte-Menehould, bureau centralisateur du canton d'Argonne Suippe et Vesle dont dépend Villers-en-Argonne depuis 2015. La commune fait en outre partie du bassin de vie de Sainte-Menehould.
La commune de Villers-en-Argonne s'étend sur une superficie de 957 hectares. Sur son territoire, l'altitude varie de 142 à 186 mètres. La commune est arrosée par l'Aisne, qui sert de frontière avec Beaulieu-en-Argonne, Châtrices (en partie) et Passavant-en-Argonne au nord et à l'est, ainsi que l'Ante, affluent de l'Aisne qui délimite également le finage de la commune avec Châtrices à l'ouest.
Villers-en-Argonne est limitrophe de 5 communes :
|                                   | Châtrices          | Beaulieu-en-Argonne (Meuse) |
| Châtrices (vers Braux-Saint-Remy) | Villers-en-Argonne | Passavant-en-Argonne        |
|                                   | Sivry-Ante         | Le Chemin                   |

### Hydrographie
La commune est dans la région hydrographique « la Seine du confluent de l'Oise (inclus) à l'embouchure » au sein du bassin Seine-Normandie. Elle est drainée par l'Aisne, l'Ante, le Fossé des Anches, le cours d'eau 18 de la commune de Beaulieu-en-Argonne, le Fossé 03 de la commune de Villiers-en-Argonne, le Fossé 04 de la commune de Villiers-en-Argonne, le Fossé la Boue, divers bras de l'Aisne et,.
L'Aisne est un cours d'eau naturel navigable de 256 km de longueur, traversant les cinq départements Meuse, Marne, Ardennes, Aisne, Oise. Elle est un affluent de rive gauche de l'Oise, ce qui fait d'elle un sous-affluent de la Seine. 
L'Ante, d'une longueur de 26 km, prend sa source dans la commune de Noirlieu et se jette dans l'Aisne à Verrières, après avoir traversé onze communes. Les caractéristiques hydrologiques de l'Ante sont données par la station hydrologique située sur la commune de Villers-en-Argonne. Le débit moyen mensuel est de 0,907 m3/s. Le débit moyen journalier maximum est de 15,1 m3/s, atteint lors de la crue du 16 octobre 1981. Le débit instantané maximal est quant à lui de 16,4 m3/s, atteint le même jour.
Un plan d'eau complète le réseau hydrographique : la mare Millet (6,2 ha),.

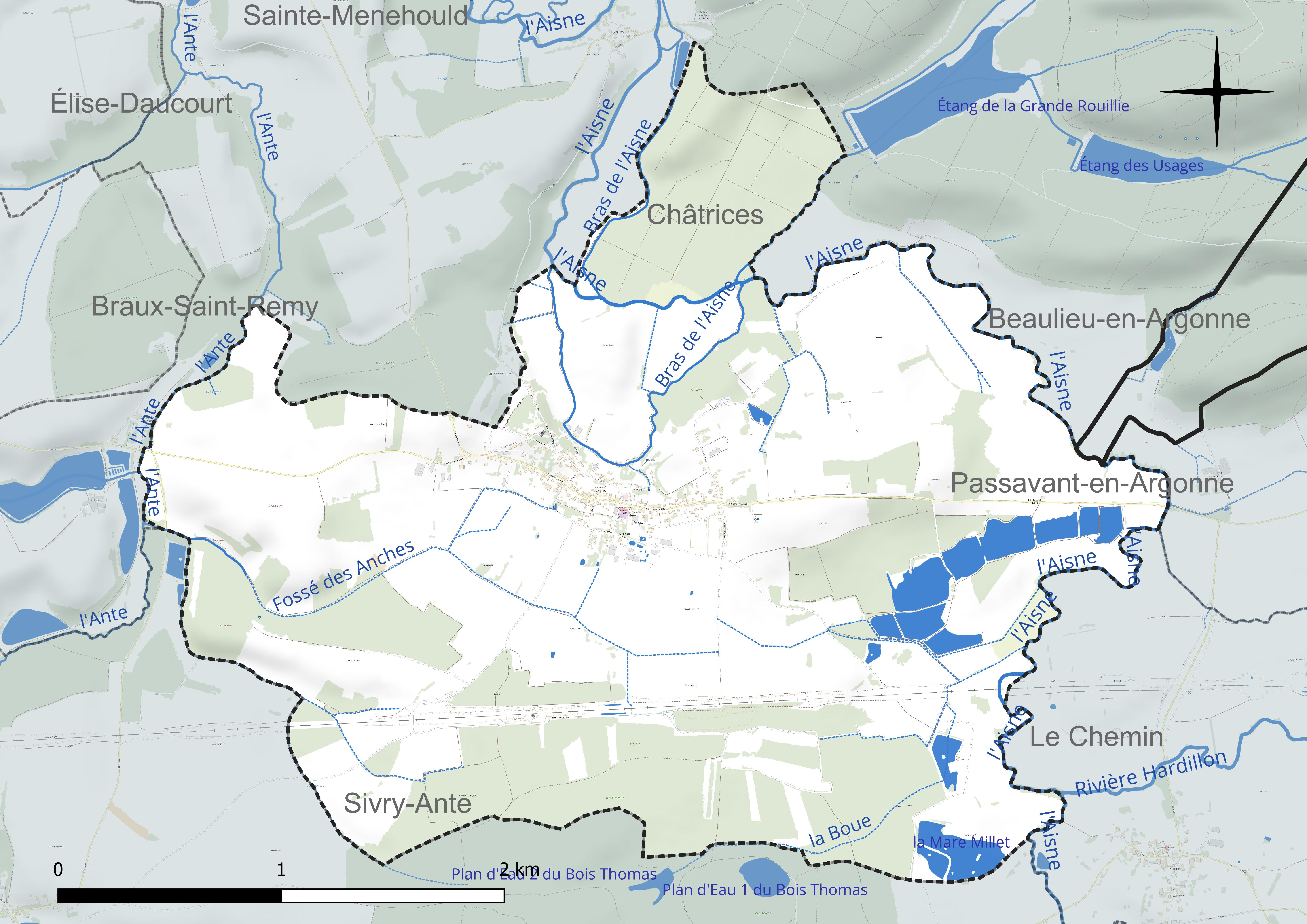
Réseau hydrographique de Villers-en-Argonne.

### Climat
Pour des articles plus généraux, voir Climat du Grand Est et Climat de la Marne.
En 2010, le climat de la commune est de type climat de montagne, selon une étude du Centre national de la recherche scientifique s'appuyant sur une série de données couvrant la période 1971-2000. En 2020, Météo-France publie une typologie des climats de la France métropolitaine dans laquelle la commune est exposée à un climat océanique altéré et est dans une zone de transition entre les régions climatiques « Nord-est du bassin Parisien » et « Lorraine, plateau de Langres, Morvan ». 
Pour la période 1971-2000, la température annuelle moyenne est de 10 °C, avec une amplitude thermique annuelle de 16 °C. Le cumul annuel moyen de précipitations est de 906 mm, avec 13,5 jours de précipitations en janvier et 9,2 jours en juillet. Pour la période 1991-2020, la température moyenne annuelle observée sur la station météorologique de Météo-France la plus proche, « Argers », sur la commune d'Argers à 8 km à vol d'oiseau, est de 10,9 °C et le cumul annuel moyen de précipitations est de 739,4 mm. 
La température maximale relevée sur cette station est de 41,1 °C, atteinte le 25 juillet 2019 ; la température minimale est de −17,5 °C, atteinte le 20 décembre 2009,,. 
Les paramètres climatiques de la commune ont été estimés pour le milieu du siècle (2041-2070) selon différents scénarios d'émission de gaz à effet de serre à partir des nouvelles projections climatiques de référence DRIAS-2020. Ils sont consultables sur un site dédié publié par Météo-France en novembre 2022.

## Urbanisme

### Typologie
Au 1er janvier 2024, Villers-en-Argonne est catégorisée commune rurale à habitat dispersé, selon la nouvelle grille communale de densité à sept niveaux définie par l'Insee en 2022.
Elle est située hors unité urbaine. Par ailleurs la commune fait partie de l'aire d'attraction de Sainte-Menehould, dont elle est une commune de la couronne,. Cette aire, qui regroupe 50 communes, est catégorisée dans les aires de moins de 50 000 habitants,.

### Occupation des sols
L'occupation des sols de la commune, telle qu'elle ressort de la base de données européenne d’occupation biophysique des sols Corine Land Cover (CLC), est marquée par l'importance des territoires agricoles (63,5 % en 2018), en diminution par rapport à 1990 (66,2 %). La répartition détaillée en 2018 est la suivante : 
prairies (56,6 %), forêts (29,4 %), terres arables (5,2 %), zones urbanisées (4,1 %), eaux continentales (3 %), zones agricoles hétérogènes (1,7 %). L'évolution de l’occupation des sols de la commune et de ses infrastructures peut être observée sur les différentes représentations cartographiques du territoire : la carte de Cassini (XVIIIe siècle), la carte d'état-major (1820-1866) et les cartes ou photos aériennes de l'IGN pour la période actuelle (1950 à aujourd'hui).

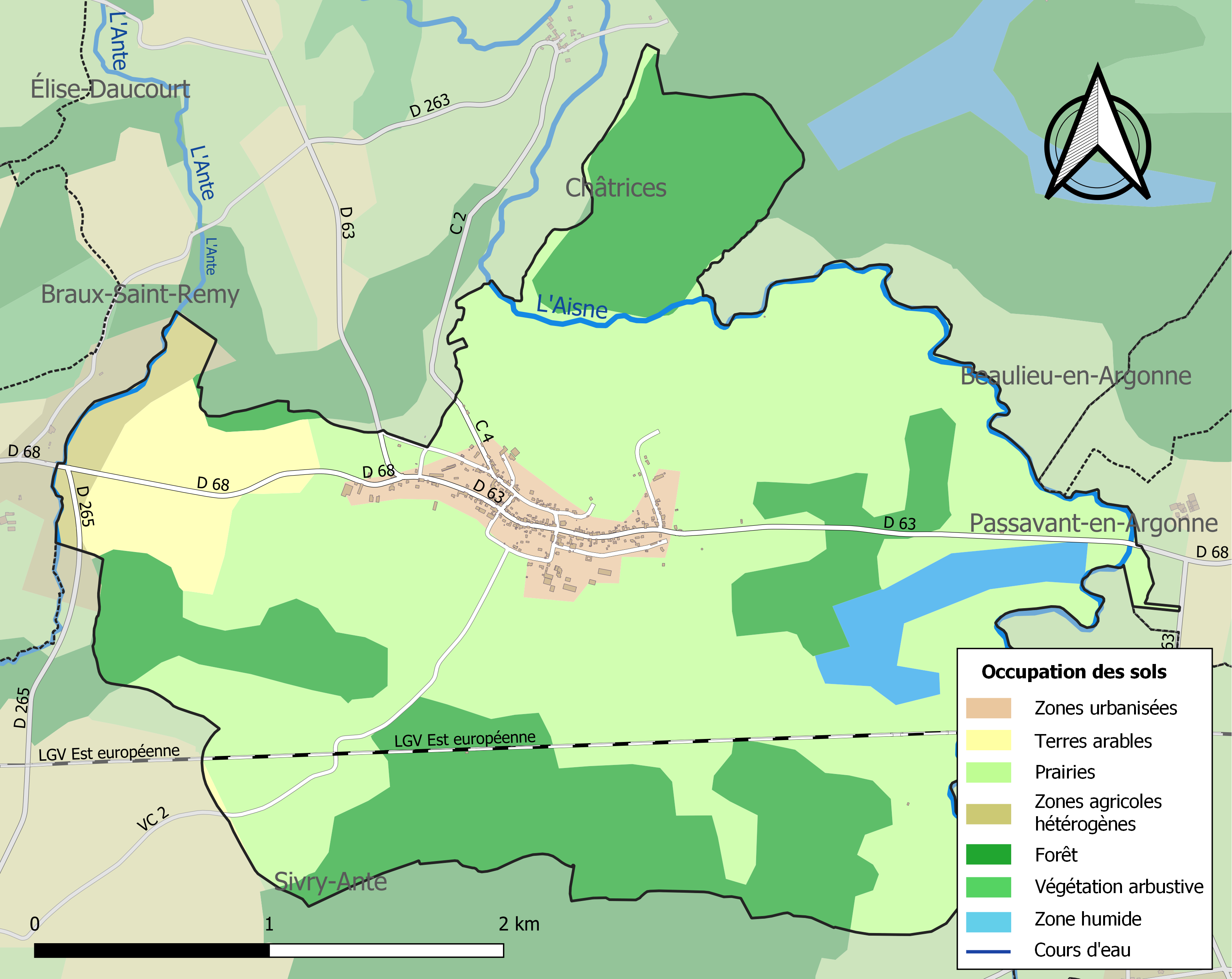
Carte des infrastructures et de l'occupation des sols de la commune en 2018 (CLC).

## Toponymie
Le nom de la localité est attesté sous les formes Vilerus (commencement du XIe siècle) ; Villare in Estanneio (1090) ; Villare (1128) ; Villare in comitatu Stadunensi (1132) ; Villare in Estaneyo (1151) ; Vilers (1232) ; Vilers-en-Argonne (vers 1274) ; Villers (vers 1300) ; Villeirs (1304) ; Villaria in Argona (1312) ; Villiers-en-Argonne (1408) ; Villers-en-Argogne (1685).

Villers est un appellatif toponymique français et un patronyme qui procède généralement du gallo-roman villare, dérivé lui-même du gallo-roman villa « grand domaine rural », issu du latin villa rustica.[réf. nécessaire]
Le qualificatif en Argonne fait référence à l'Argonne, région naturelle qui chevauche les départements de la Marne, des Ardennes et de la Meuse, à l'est du bassin parisien.

## Histoire
Au cours de la Révolution française, la commune porta provisoirement le nom de Villers-sur-Aisne.

## Politique et administration
Par décret du 29 mars 2017, l'arrondissement de Sainte-Menehould est supprimée et la commune est intégrée le 31 mars 2017 à l'arrondissement de Châlons-en-Champagne.

### Intercommunalité
La commune, antérieurement membre de la communauté de communes de la Région de Sainte-Menehould, est membre, depuis le 1er janvier 2014, de la CC de l'Argonne Champenoise.
En effet, conformément au schéma départemental de coopération intercommunale de la Marne du 15 décembre 2011, cette communauté de communes de l'Argonne Champenoise est issue de la fusion, au 1er janvier 2014, de : 
- la communauté de communes du Canton de Ville-sur-Tourbe ;
- de la Communauté de communes de la Région de Givry-en-Argonne ;
- et de la Communauté de communes de la Région de Sainte-Menehould.

Les communes isolées de Cernay-en-Dormois, Les Charmontois, Herpont et Voilemont ont également rejoint l'Argonne Champenoise à sa création.

### Liste des maires
| Période                                  | Période                      | Identité         | Étiquette | Qualité                         |
| ---------------------------------------- | ---------------------------- | ---------------- | --------- | ------------------------------- |
| Les données manquantes sont à compléter. |                              |                  |           |                                 |
| avant 1981                               | ?                            | Raymond Gérardot | PS        |                                 |
| mars 2001                                | En cours (au 4 juillet 2014) | Jean Collin      |           | Réélu pour le mandat 2014-2020, |

## Démographie
L'évolution du nombre d'habitants est connue à travers les recensements de la population effectués dans la commune depuis 1793. Pour les communes de moins de 10 000 habitants, une enquête de recensement portant sur toute la population est réalisée tous les cinq ans, les populations de référence des années intermédiaires étant quant à elles estimées par interpolation ou extrapolation. Pour la commune, le premier recensement exhaustif entrant dans le cadre du nouveau dispositif a été réalisé en 2006.

En 2022, la commune comptait 215 habitants, en évolution de −6,11 % par rapport à 2016 (Marne : −1,19 %, France hors Mayotte : +2,11 %).
| 1793 | 1800 | 1806 | 1821 | 1831 | 1836 | 1841 | 1846 | 1851 |
| ---- | ---- | ---- | ---- | ---- | ---- | ---- | ---- | ---- |
| 507  | 543  | 582  | 578  | 588  | 603  | 552  | 588  | 614  |

| 1856 | 1861 | 1866 | 1872 | 1876 | 1881 | 1886 | 1891 | 1896 |
| ---- | ---- | ---- | ---- | ---- | ---- | ---- | ---- | ---- |
| 566  | 553  | 544  | 484  | 503  | 541  | 495  | 501  | 482  |

| 1901 | 1906 | 1911 | 1921 | 1926 | 1931 | 1936 | 1946 | 1954 |
| ---- | ---- | ---- | ---- | ---- | ---- | ---- | ---- | ---- |
| 441  | 440  | 443  | 413  | 364  | 353  | 327  | 237  | 227  |

| 1962 | 1968 | 1975 | 1982 | 1990 | 1999 | 2006 | 2011 | 2016 |
| ---- | ---- | ---- | ---- | ---- | ---- | ---- | ---- | ---- |
| 236  | 226  | 212  | 236  | 244  | 234  | 235  | 232  | 229  |

| 2021 | 2022 | - | - | - | - | - | - | - |
| ---- | ---- | - | - | - | - | - | - | - |
| 222  | 215  | - | - | - | - | - | - | - |

## Lieux et monuments
L'église fait l’objet d’un classement au titre des monuments historiques depuis le 11 juillet 1942. Dédiée à Notre-Dame elle est du XVIe siècle et a dû être restaurée en 1967 pour réparer les dégâts fait pendant la Seconde Guerre mondiale.
Le monument aux morts se trouve place de la mairie. Il est en réalité celui de deux communes, Châtrices et Villers-en-Argonne. Il a été construit dans les années 1920 d'après le projet de Jules Pierrard.

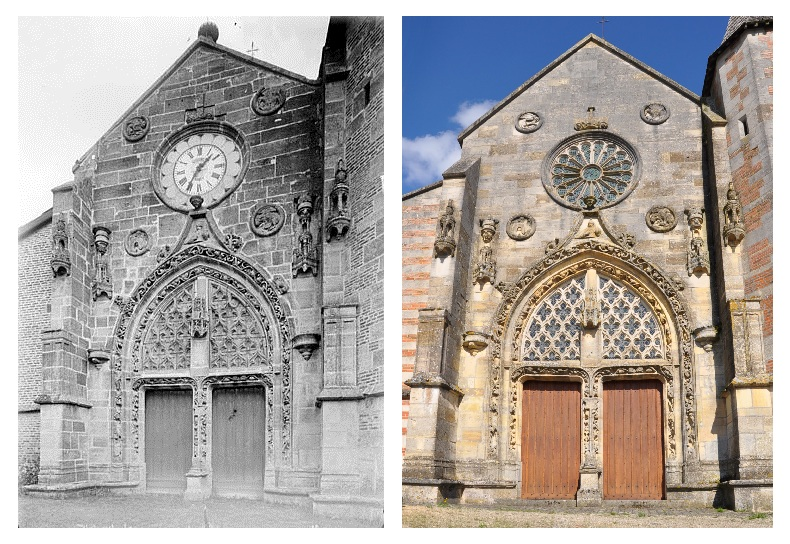
Le portail principal de l'église en 1915 et 2012.
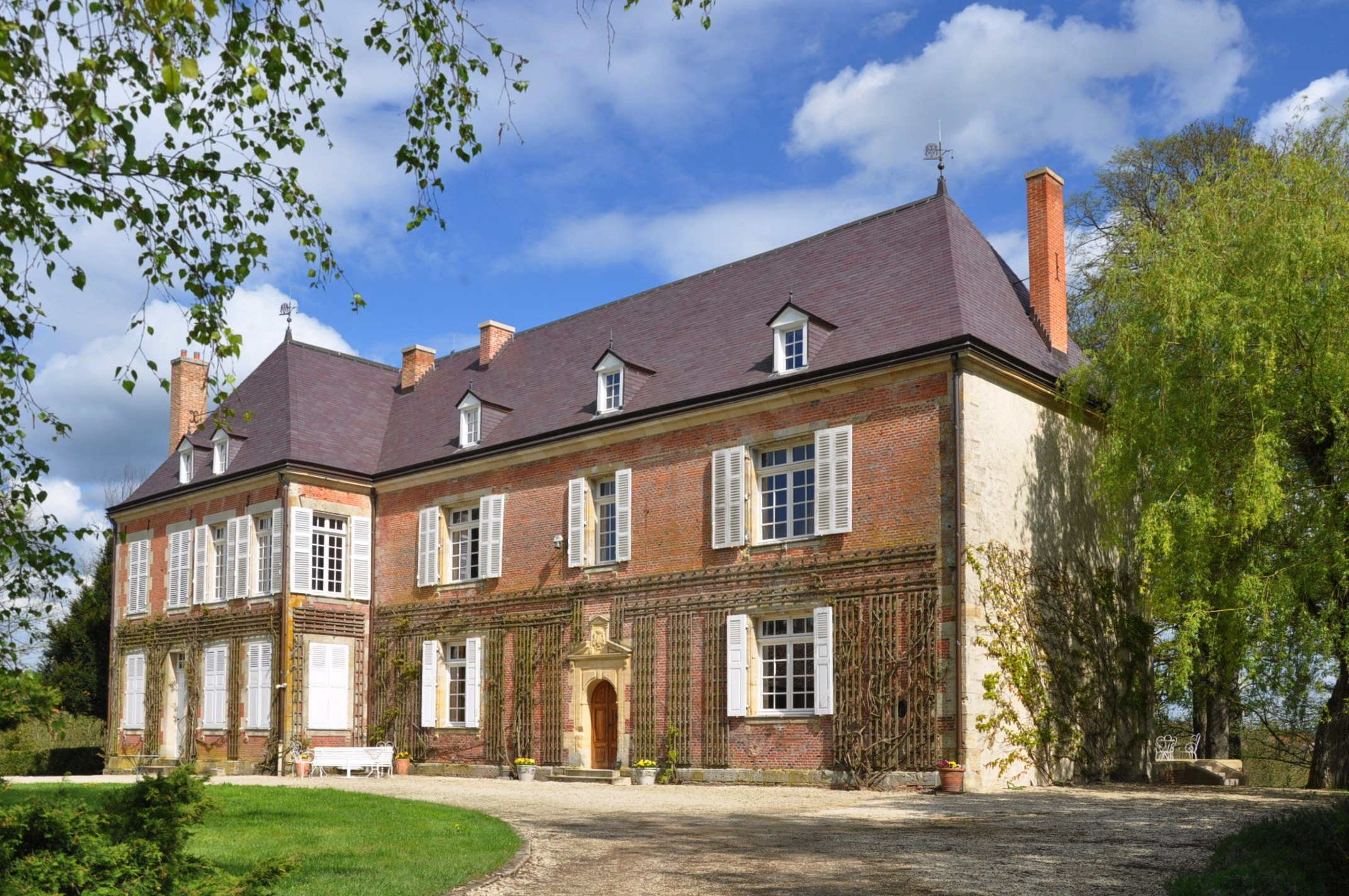
Le château de Villers.
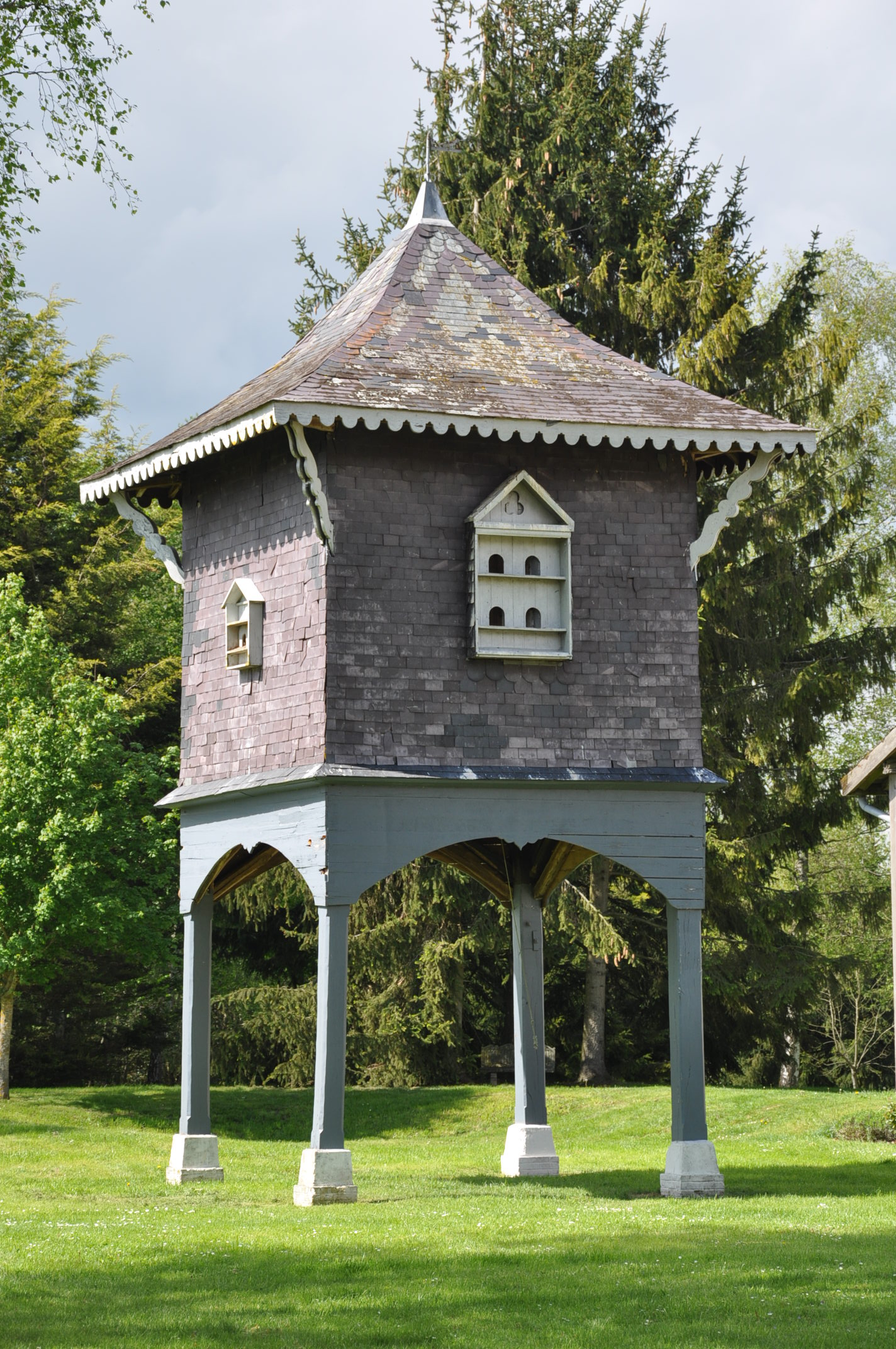
Le pigeonnier du château.

## Personnalités liées à la commune

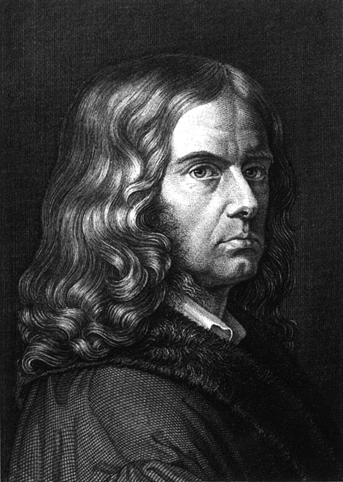
Adelbert von Chamisso (1781-1838).

La famille Chamisso repose en son cimetière depuis le XVIIIe siècle. Cependant, le plus fameux membre de cette famille, le poète, écrivain et botaniste Adelbert von Chamisso, repose à Berlin.